# Хутор Юрков
Хутор Юрков (укр. Хутор Юрков) — исторически сложившаяся местность (район) Чернигова, расположена на территории Деснянского административного района.

## История
Хутор Юрков Черниговского района был сожжён фашистами в 1943 году вместе с жителями. В 1975 году на месте хутора был установлен мемориал на месте братской могилы (памятник истории).

## География
Хутор Юрков был расположен на возвышении правобережной поймы Десны — на границе современных Деснянского района Чернигова и Черниговского района: восточнее Бобровицы. С 1999 года урочище (бывший хутор) частично в границах Деснянского района.
Здесь расположен (улица Романа Бжеского) памятник истории местного значения «Братская могила мирных жителей, расстрелянных фашистами в 1941-1943 годах» (1941-1945, 1975) с охранным №1950, без охранной зоны. На территории урочища расположен памятник археологии местного значения Поселение «Новосёловская пойма-2» (частично на территории Черниговского района).